# Michael Rowan-Robinson
(Geoffrey) Michael Rowan-Robinson FRAS FINstP, né en 1942, est un astronome, astrophysicien et professeur d'astrophysique à l'Imperial College London. Il a auparavant été chef du groupe d'astrophysique jusqu'en mai 2007 et de 1981 à 1982 ainsi que professeur d'astronomie Gresham.

## Éducation
Rowan-Robinson a fait ses études à la Eshton Hall School et à l'Université de Cambridge, où il a obtenu un baccalauréat ès arts en sciences naturelles en tant qu'étudiant de premier cycle au Pembroke College. Il a ensuite obtenu un doctorat sur les quasars à Royal Holloway (Université de Londres) en 1969 sous la direction de William McCrea.

## Recherche et carrière

### Publications
Ses publications  et livres incluent :
- The Cosmological Distance Ladder[4]
- Universe[5]
- Ripples in the Cosmos[6]
- The Nine Numbers of the Cosmos[7]
- Cosmology[8]

### Prix et distinctions
Rowan-Robinson a reçu la médaille Hoyle 2008 de l'Institute of Physics pour ses recherches en astronomie infrarouge et submillimétrique et en cosmologie observationnelle.
L'astéroïde (4599) Rowan, découvert en 1985 par Henri Debehogne à l'Observatoire européen austral, a été nommé en l'honneur de Michael Rowan-Robinson. Le crédit note que, même si les contributions de Rowan-Robinson ont été dans l'astronomie extragalactique, il a pu utiliser les données d'IRAS pour fixer une limite au nombre de planètes non découvertes ressemblant à Jupiter au-delà de l'orbite de Neptune.